# Lukla
Lukla je město v Nepálu, je součástí provincie Kóší (dříve zóna Ságarmátha). Leží v nadmořské výšce 2 860 metrů a je výchozím bodem výprav směřujících na Mount Everest. Většinu obyvatel tvoří Šerpové.
Do Lukly nevede silnice, z Káthmándú se sem dá dostat pouze letadlem. Místní letiště, od roku 2008 pojmenované Tenzing-Hillary Airport po Tenzingu Norgayovi a Edmundu Hillarym, je uváděno jako jedna z nejnebezpečnějších přistávacích ploch na světě kvůli extrémně proměnlivému počasí a poloze mezi vysokými horskými štíty, kde je málo manévrovacího prostoru.